# Jan Kasal
Jan Kasal (* 6. listopadu 1951 Nové Město na Moravě) je český politik, čelný představitel KDU-ČSL a tzv. konzervativního (resp. moravského) křídla strany. Od roku 1990 do roku 2010 byl bez přerušení poslancem ČNR, resp. Parlamentu ČR a s výjimkou volebního období 1998–2002, kdy si sněmovní funkce rozdělily strany opoziční smlouvy, i místopředsedou těchto zákonodárných sborů.

## Osobní život
Vystudoval Fakultu strojní ČVUT a pracoval ve Žďárských strojírnách. Vystudoval také obor teologické nauky na Katolické teologické fakultě UK.  Je ženatý, má tři dcery. Do ČSL vstoupil r. 1986, v listopadu 1989 byl zvolen do jejího ústředního výboru.
V roce 1990 se v rámci procesu kooptací do ČNR stal poslancem České národní rady za ČSL. Mandát poslance obhájil v řádných volbách v roce 1990 a volbách v roce 1992. Po vzniku samostatné České republiky v lednu 1993 byla ČNR transformována na Poslaneckou sněmovnu Parlamentu České republiky. Mandát v ní obhájil ve volbách v roce 1996, volbách v roce 1998, volbách v roce 2002 a volbách v roce 2006.
Od roku 1992 byl prvním místopředsedou strany; po odstoupení nemocného Josefa Luxe 24. září 1998 tak vedl stranu až do sjezdu v květnu 1999, kdy porazil Cyrila Svobodu prosazujícího levicovější program a stal se předsedou. V květnu 2001 Svoboda zvítězil, ovšem Kasal byl zvolen místopředsedou a v listopadu 2003, když Svobodu porazil Miroslav Kalousek, se vrátil jako první místopředseda. Po Kalouskově rezignaci 25. srpna 2006 převzal jako první místopředseda vedení strany, které si podržel až do prosincového sjezdu, na němž už nekandidoval.
V projevu na sjezdu nepřímo kritizoval Jiřího Čunka za jednání s Jiřím Paroubkem; pro žádného kandidáta se nevyslovil, ale byl považován spolu s Kalouskem za stoupence Vlasty Parkanové a v listopadu se s Čunkem přeli o jeho vyjádření k vystěhování vsetínských Romů. Do předsednictva strany nekandidoval ani na sjezdu v roce 2009.
Ve volbách 2010 neúspěšně kandidoval do senátu za obvod č. 52 - Jihlava, když se ziskem 11,05 % hlasů obsadil až 4. místo, přestože jej ve volbách podpořila strana Věci veřejné.
V roce 2011 získal zaměstnání v státní dopravní firmě ČD Cargo.
Během krajských voleb v roce 2012 se mu skrze kroužkování podařilo dostat do krajského zastupitelstva Vysočiny. Ve volbách v roce 2016 však již mandát neobhajoval.
V letech 2014 až 2018 byl členem dozorčí rady České pošty.